# Cryptogyps
Cryptogyps is een geslacht van uitgestorven gieren behorend tot de Aegypiinae dat leefde in het Pleistoceen in Australië. De typesoort is Cryptogyps lacertosus
Lange tijd was het een mysterie waarom er geen gespecialiseerde grote aasetende vogels voorkwamen of voorkomen in Australië, terwijl ze op elk continent buiten Antarctica aanwezig zijn. Nieuw onderzoek uit 2022 liet zien dat er met Cryptogyps eerder wel degelijk een gier voorkwam op het Australische continent. Het uitsterven van Cryptogyps hing vermoedelijk samen met het verdwijnen van de Australische megafauna. In dezelfde periode stierf ook de reuzenarend Dynatoaetus uit. Tegenwoordig is de wigstaartarend de voornaamste aasetende vogel in Australië bij gebrek aan gespecialiseerde aaseters.

## Fossiele vondsten
In 1905 werd een deel van een opperarmbeen uit Kalamurina in het bekken van het Eyremeer in Zuid-Australië beschreven als behorend tot de arend Taphaetus lacertosus. Later werden ook fossielen gevonden in de Wellington Caves en Walli Caves in New South Wales, Green Waterhole Cave nabij Mount Gambier in Zuid-Australië en de Leaena's Breath Cave in de Nullarbor Plain in West-Australië. De vondsten dateren uit het Pleistoceen, 770.000 tot 55.000 jaar geleden. Nieuw onderzoek in 2022 liet echter zien dat het om een gier uit de Aegypiinae gaat, die Cryptogyps lacertosus werd genoemd. Deze soort is het zustertaxon van de overige gieren uit de Aegypiinae.

## Kenmerken
Cryptogyps was een kleine gier met het formaat van een grote wigstaartarend en alleen de kapgier is kleiner. Net als zijn verwanten was Cryptogyps een aaseter.

## Leefgebied
Gezien de vindlocaties was Cryptogyps wijdverspreid over Australië als bewoner van graslanden en open bossen.